# Listă de formule matematice
- Formula de integrare prin părți
- Formula lui Binet
- Formula lui Cauchy
- Formula lui Euler
- Formula lui Heron
- Formula lui Koenig
- Formula lui Lambert
- Formula lui Moivre
- Formula lui Newton și Leibniz
- Formula lui Stirling
- Formula lui Taylor
- Formula lui Torricelli
- Formula lui Viète
- Formula trapezelor
- Formulă de recurență
- Formule de calcul algebric prescurtat
- Formulele lui De Morgan
- Formulele lui Viète
- Formule trigonometrice